# Заслужений хімік Української РСР
Заслу́жений хі́мік Украї́нської РСР — державна нагорода Української РСР — почесне звання в Українській РСР, що вручалась у 1981—1988 роках.

## Загальні відомості
Почесне звання «Заслужений хімік Української РСР» встановлене Указом Президії Верховної Ради УРСР № 2539-X від 1 жовтня 1981 року.
Цього звання удостоювались робітники провідних професій, майстри, інженерно-технічні працівники підприємств і об'єднань, науково-дослідних, технологічних та інших організацій хімічної, нафтопереробної і нафтохімічної промисловості, підприємств і організацій аналогічного профілю в інших галузях народного господарства.
Указом Президії Верховної Ради УРСР № 6848-XI від 15 листопада 1988 року почесне звання «Заслужений хімік Української РСР» було скасоване.